# Цкере
Цкере (груз. წკერე) — село в Грузии, в муниципалитете Душети края Мцхета-Мтианети. 

## География
Село расположено в северной части края, в 70 километрах по прямой к северо-западу от центра муниципалитета Душети. Высота центра — 1880 метров над уровнем моря.

## Население
По данным переписи населения 2014 года, в селе проживало 3 человека.
| Год  | Население | Мужчины | Женщины |
| ---- | --------- | ------- | ------- |
| 1926 | 122       | 56      | 66      |
| 2002 | 40        | 23      | 17      |
| 2014 | 3         | 1       | 2       |